# Уилям Макартър
Уилям Серлс Макартър (на английски: William Surles McArthur, Jr.) е полковник от USArmy и астронавт на НАСА, ветеран от четири космически полета и дълговременен престой на МКС.

## Образование
Уилям Макартър е завършил колежа Red Springs High School, Ред Спрингс, Северна Каролина през 1969 г. Получава степен бакалавър по инженерство и военно звание лейтенант от Военната академия на САЩ в Уест Пойнт, Ню Йорк през 1974 г. През 1983 г. става магистър по аерокосмическо инженерство в Технологичния институт на Джорджия.

## Военна кариера
Уилям Макартър започва военната си кариера през 1974 г. в 82-ра въздушнопреносима дивизия, Форт Браг, Северна Каролина. През 1975 г. постъпва в школа за армейски пилоти. Завършва с отличие през юни 1976 г. Зачислен е като пилот в авиационната бригада на 2-ра пехотна дивизия базирана в Корея. През 1978 г. е назначен за взводен командир в 24-ти боен авиационен батальон, Савана, Джорджия. По-късно е преместен в Уест Пойнт като асистент. През юни 1987 г. постъпва в армейската школа за тест пилоти и става експериментален тест пилот. Завършил е курс за инструктор – парашутист и генералщабни курсове. В летателната си практика има повече от 9000 полетни часа на 41 различни типа самолети.

## Служба в НАСА
Уилям Макартър е избран за астронавт от НАСА на 13 януари 1990 г., Астронавтска група №13. Той е ветеран от четири космически полета и дълговременен престой на МКС, като командир на Експедиция 12.

### Полети
| Космически полети на Уилям Серлс Макартър           | Космически полети на Уилям Серлс Макартър | Космически полети на Уилям Серлс Макартър | Космически полети на Уилям Серлс Макартър | Космически полети на Уилям Серлс Макартър | Космически полети на Уилям Серлс Макартър | Космически полети на Уилям Серлс Макартър |
| №                                                   | Дата                                      | КК                                        | Емблема на мисията                        | Функции                                   | Продължителност                           |                                           |
| --------------------------------------------------- | ----------------------------------------- | ----------------------------------------- | ----------------------------------------- | ----------------------------------------- | ----------------------------------------- | ----------------------------------------- |
| 1                                                   | 18 октомври 1993                          | „Колумбия“, мисия STS-58                  |                                           | Специалист на мисията                     | 14 денонощия 00 часа 12 мин. 32 сек.      |                                           |
| 2                                                   | 12 ноември 1995                           | „Атлантис“, мисия STS-74                  |                                           | Специалист на мисията                     | 8 денонощия 04 часа 31 мин. 42 сек.       |                                           |
| 3                                                   | 11 октомври 2000                          | „Дискавъри“, мисия STS-92                 |                                           | Специалист на мисията                     | 12 денонощия 21 часа 43 мин. 47 сек.      |                                           |
| 4                                                   | 1 октомври 2005                           | „Союз ТМА-7“, мисия Експедиция 12 на МКС  |                                           | Командир                                  | 189 денонощия 19 часа 53 мин.             |                                           |
| Сумарно време в космоса – 224 дни 22 часа 19 минути |                                           |                                           |                                           |                                           |                                           |                                           |

## Награди
| ЛЕНТА | МЕДАЛ                                           |
|       | Медал за особени заслуги                        |
|       | Медал за отлична служба                         |
|       | Медал за похвална служба                        |
|       | Медал за похвала                                |
|       | Медал за национална отбрана                     |
|       | Медал за армейска служба                        |
|       | Медал на НАСА за отлична служба                 |
|       | Медал на НАСА за участие в космически полет (4) |